# Fernando de las Infantas
Fernando de las Infantas (1534 - † vers 1610) est d'abord un compositeur espagnol sous le règne de Philippe II d'Espagne, puis prêtre et théologien.
Ce musicien était défenseur du chant grégorien, surtout opposant de la réforme tridentine.

## Biographie

### Famille
Don Fernando de las Infantas naquit en 1534, à Cordoue, actuellement no 8 de la calle Barrosso,.
À cette ville, la famille se distinguait. Il était le troisième fils de Don Luis de las Infantas. Ce dernier était le quatrième fils de Don Antonio de las Infantas († 1516), personnage principal de Cordoue et notamment commandeur de l'ordre de Santiago, récompensé à la suite de la prise de Grenade. Son ancêtre, Juan Fernández de Cordoue, emmenant deux princesses de Pierre Ier de Castille en Angleterre, avait obtenu son armorial du roi Édouard III. Comme la famille conservait cet armorial, le compositeur put l'imprimer sur la première de couverture de ses publications.
À cette époque-là, il était rare que le noble de haut rang devienne compositeur, à l'exception de Carlo Gesualdo.

### Formation
Selon la préface du Pluma modulationum (1579), le compositeur lui-même précisait que sa formation musicale se commença lors de son enfance. S'il manque de document précis, il semblait être enfant de chœur, en raison d'une connaissance profonde sur le chant grégorien.
Heureusement pour le jeune Fernando, le maître de chapelle de la cathédrale de Cordoue, Alonso de Vieras, y assurait un enseignement de très bonne qualité, non seulement de la musique mais aussi de la langue latine. Par conséquent, ce noble n'avait pas besoin de quitter sa ville natale, en faveur de sa formation musicale. En outre, le 10 juin 1556, un compositeur illustré fut nommé cette fonction. Il s'agissait de Rodorigo de Cevallos.
D'où, sa formation musicale était assez florissante pour que le compositeur puisse publier plus tard en 1579, dans ce Pluma modulationum, ses 14 premières pièces en contrepoint, composées lorsqu'il était encore élève.
Il devint également compositeur des motets, sous influence de la musique de Josquin des Prés. À la suite du décès de l'empereur Charles Quint en 1558, il est très probable que le jeune musicien écrivit déjà son motet Parce mihi Domine [écouter en ligne] à l'âge de 24 ans, présenté dans sa publication en 1578.

### Compositeur à Rome
Parfois, Fernando de las Infantas écrivait ses œuvres, lors des événements importants. En 1565, après le Grand Siège de Malte, il sortit le motet In oppresione inimicorum : Pro victoria in turcas Mellite obsedionis, A., 1565.
Il est probable que contribua à promouvoir le compositeur son motet Pro victoria nauali contra Turcas Sacri foederis classe parta A., 1571, félicitant la victoire de Lépante contre la Turquie en 1571. De fait, le roi Philippe II d'Espagne envoya en 1572 ce compositeur en Italie, en lui attribuant une pension. Il s'y distinguait notamment de sa fonction en faveur des pauvres dans un hôpital à Rome.
À la ville éternelle, il maintenait sa collaboration avec deux grands musiciens espagnols. Tous les deux étaient membres de la congrégation de l'Oratoire : Tomás Luis de Victoria ainsi que Francesco Soto de Langa, maître de chapelle de la schola cantorum.

### Affaire Palestrina, 1577
Le nom de ce compositeur est surtout connu, en raison de son intervention contre la réforme tridentine. À la suite du concile de Trente, l'Église romaine avait besoin de remanier les livres de chant selon ses doctrines, discutées entre 1562 et 1563 et présentées dans le document plenum. Dans cette optique, le pape Grégoire XIII chargea en 1577 de réviser le graduel à Giovanni Pierluigi da Palestrina ainsi qu'à Annibale Zoilo, chantre de la chapelle pontificale entre 1570 et 1582. Fernando de las Infantas signala à son patron Philippe II d'Espagne, par sa lettre datée du 25 novembre 1577, que le graduel serait considérablement modifié, sans respecter la nature authentique du chant grégorien. À la suite de la décision du roi en préférence d'ancienne forme, le compositeur et l'ambassadeur de l'Espagne à Rome réussirent enfin à gêner ce projet.
Cette affaire causa finalement un remaniement de très mauvaise qualité. Rétabli en août 1608, le projet de nouveau graduel put faire sortir l'Édition médicéenne par Felice Anerio et Francesco Soriano en 1614 et 1615, qui restait en usage jusqu'au début du XXe siècle. Cette édition, faussement attribuée à Palestrina au XIXe siècle, fut conclue en 1893, après des études approfondies du Père de Santi, musicologue chargé par le pape Léon XIII : « comment Palestrina avait-il pu faire une œuvre si peu musicale ? ».

### Publications des œuvres
Toujours demeurant à la ville éternelle, le compositeur put profiter d'un jubilé à Rome, célébré en 1575 sous le pontificat de Grégoire XIII. Il écrivit un Jubilate Deo (psaume 100 (99)), à la base du chant grégorien.
Puis, il publia la plupart des œuvres en 1578 et 1579 à Venise, chez Girolamo Scotto (Venetijs Apud hæredem Hieronymi Scoti). Sa publication se composait de trois livres du Sacrarum varii styli cantionum tandis qu'un autre tome se consacrait aux pièces des accompagnements du chant grégorien en contrepoint rigoureux. Ce genre était ce que Fernando de las Infantas préférait, tels ses motets à la base du chant grégorien, car les livres comptent 101 conrepoints.
On ignore le résultat de ces publications. Néanmoins, certains pièces furent exactement réimprimées dans des livres de chant tardifs. Ainsi, son canon énigmatique fut adopté en 1613 par Pietro Cerone, dans l'El melopeo maestro, p. 1082 - 1083.

### Caractéristique théologique de sa composition
En sortant la première bibliographie de Fernando de las Infantas, Rafael Mitjana, musicologue espagnol, trouva une forte caractéristique théologique de ses œuvres, qui pourrait expliquer sa deuxième carrière en tant que religieux.
Ainsi, le texte de l'un de ses motets Domine ostende nobis patrem (Livre III, no 6, 1579) est celui de l'Bible Crampon 1923/Jean 14,8 - 10. La composition de las Infantas respecte fidèlement le contexte du dialogue entre Jésus-Christ et saint Philippe, saint patron du roi d'Espagne étant patron du compositeur. Les derniers mots y sont symboliquement chantés par deux chanteurs en canon, voix de soprano et celle de basse : « Quia ego in Patre et Pater in me (Ne croyez-vous pas que je suis dans le Père, et que le Père est en moi ?) »,.

### Dorénavant théologien
En 1584, Fernando de las Infantas reçut l'ordination sacerdotale.
Il rédigea ses testaments, d'abord le 6 septembre 1590 à Cordoue, puis le 9 mars 1599 à Rome. En perdant des soutiens officiels, il se réfugia en France.
Après son ordination, le prêtre de las Infantas n'écrivit plus d'œuvre musicale. Mais, il se concentrait sur les études théologiques. En 1601, le théologien publia son premier livre dans ce domaine, le Tractatus de prædestinatione à Paris. Encore sortit-il en 1603 une autre monographie Liber divinæ lucis à Cologne.
Toutefois, ces publications ruinèrent définitivement sa carrière. Par le bref daté du 26 mai 1602, le pape Clément VIII avait interdit le livre sorti. Le 7 août 1603, la deuxième œuvre aussi fut ajoutée dans l'Index librorum prohibitorum,.
Il serait décédé en 1609 ou 1610 en Espagne,.

## Publications

### Musique sacrée
- 1578 : Sacrarum varii styli cantionum tituli spiritus sancti, Livre I, Girolamo Scotto, Venise [contenu en ligne (1 - 37)] (motets à 4 voix)
- 1578 : Sacrarum varii styli cantionum tituli spiritus sancti, Livre II, Girolamo Scotto, Venise [contenu en ligne (1 - 30)] (motets à 5 voix)
- 1579 : Sacrarum varii styli cantionum tituli spiritus sancti, Livre III, Girolamo Scotto, Venise [contenu en ligne (1 - 21)] (motets à 6 voix)
- 1579 : Plura modulationum genera super excelso gregoriano cantu, Girolamo Scotto, Venise[rm 14]
2004 : (version en notation contemporaine et éditée par Andrea Bornstein), Édition Ut Orpheus, Bologne, 112 p. (ISMN 979-0-2153-0883-1)[6]

### Théologie
- 1601 : Tractatus de prædestinatione secundum scriptrum sacram, et veram evangelicam lucem : Divina mediante gratia ab idiota Ferdinando de las Infantas presbytero Cordubenti, compositus : et extra omnem prætentionem ipsi veræ luci Christo Dei Filio, a quo accepit omnia dictatus, Paris, 1601, 158 p. [lire en ligne]
- 1603 : Liber divinæ lucis, secundum divinæ, et evangelicæ Scriptuæ lucem in centesimi noni Psalmi expositionem,......, Coloniæ Agrippinæ : sumptibus authoris : excudebat Bertramus Bucholtz, Cologne, 529 p[11],[13].

## Discographie
- Motets, Ensemble Plus Ultra, ALMAVIVA DS0140 (premier enregistrement au monde)[14]

### Notice
- Bibliothèque nationale de France : Fernando de Las Infantas [lire en ligne]